# 杜小光
杜小光（1972年3月—），云南保山人，男性，白族，中华人民共和国政治人物，无党派，第十三届全国人民代表大会云南省代表。
杜小光现任云南省建设投资控股集团有限公司副总工程师、云南省建筑工程设计院总建筑师。2018年2月24日，当选为第十三届全国人大代表。2018年3月，当选第十三届全国人民代表大会常务委员会委员、全国人民代表大会民族委员会委员。